# Luciano Darderi
Luciano Darderi (* 14. Februar 2002 in Villa Gesell, Argentinien) ist ein italienischer Tennisspieler.

## Karriere
Darderi spielte bis 2020 auf der ITF Junior Tour. Dort konnte er mit Rang 8 seine höchste Notierung in der Jugend-Rangliste erreichen. Sein bestes Abschneiden bei einem Grand-Slam-Turnier war die zweite Runde, aber er gewann einige Turniere der zweithöchsten Kategorie.
Bei den Profis spielte Darderi regelmäßig ab 2020. Im ersten Jahr konnte er im Einzel bereits die Top 1000 der Tennisweltrangliste erreichen und im Doppel auf der ITF Future Tour erstmals in ein Finale einziehen. Im Jahr 2021 schaffte Darderi an seine guten Ergebnisse als Junior anzuknüpfen. Im Doppel zog er in diesem Jahr in fünf Futures-Endspiele ein und konnte drei davon gewinnen; im Einzel war er in vier Finals zweimal siegreich. Durch die Erfolge konnte er in der zweiten Jahreshälfte auch Turniere der ATP Challenger Tour spielen und war auch dort auf Anhieb erfolgreich. Im Doppel erreichte er nacheinander die Finals von Buenos Aires, Montevideo und Brasília mit jeweils anderen Partnern – in Buenos Aires blieb er siegreich und gewann den ersten Challengertitel. Im Einzel war der erste Achtungserfolg bei Challengers das Erreichen des Viertelfinals in Sevilla, als er aus der Qualifikation heraus startete. Kurz vor Jahresende zog er, ebenfalls als Qualifikant, sogar ins Finale von São Paulo ein, wo er Juan Pablo Ficovich unterlag. Das Jahr beendete er auf Platz 341 im Einzel und 266 im Doppel.
Im Jahr 2022 spielte Darderi nur noch Challengers und kletterte weiter in der Rangliste. In Barletta war der Einzug ins Viertelfinale sein bestes Resultat des Jahres, im Doppel gelang ihm in Las Palmas sowie Tigre noch zweimal ein Finaleinzug, jedoch ohne weitere Titel. Im Sommer 2022 spielt Darderi für den HTC Blau-Weiß Krefeld in der 1. Tennis-Bundesliga.

## Erfolge
| Legende (Anzahl der Siege) |
| Grand Slam                 |
| ATP Tour Finals            |
| ATP Tour Masters 1000      |
| ATP Tour 500               |
| ATP Tour 250 (4)           |
| ATP Challenger Tour (7)    |

| ATP-Titel nach Belag |
| Hartplatz (0)        |
| Sand (4)             |
| Rasen (0)            |

### Einzel

#### Turniersiege

##### ATP Tour
| Nr. | Datum            | Turnier    | Belag | Finalgegner       | Ergebnis      |
| --- | ---------------- | ---------- | ----- | ----------------- | ------------- |
| 1.  | 11. Februar 2024 | Córdoba    | Sand  | Facundo Bagnis    | 6:1, 6:4      |
| 2.  | 6. April 2025    | Marrakesch | Sand  | Tallon Griekspoor | 7:63, 7:64    |
| 3.  | 20. Juli 2025    | Båstad     | Sand  | Jesper de Jong    | 6:4, 3:6, 6:3 |
| 4.  | 27. Juli 2025    | Umag       | Sand  | Carlos Taberner   | 6:3, 6:3      |

##### ATP Challenger Tour
| Nr. | Datum             | Turnier | Belag | Finalgegner    | Ergebnis       |
| --- | ----------------- | ------- | ----- | -------------- | -------------- |
| 1.  | 19. August 2023   | Todi    | Sand  | Clément Tabur  | 6:4, 6:75, 6:1 |
| 2.  | 12. November 2023 | Lima    | Sand  | Mariano Navone | 4:6, 6:3, 7:5  |
| 3.  | 16. Juni 2024     | Perugia | Sand  | Sumit Nagal    | 6:1, 6:2       |

### Doppel

#### Turniersiege
| Nr. | Datum            | Turnier      | Belag | Partner              | Finalgegner                                | Ergebnis         |
| --- | ---------------- | ------------ | ----- | -------------------- | ------------------------------------------ | ---------------- |
| 1.  | 24. Oktober 2021 | Buenos Aires | Sand  | Juan Bautista Torres | Hernán Casanova Santiago Rodríguez Taverna | 7:65, 7:610      |
| 2.  | 28. Mai 2022     | Vicenza      | Sand  | Francisco Comesaña   | Matteo Gigante Francesco Passaro           | 6:3, 7:64        |
| 3.  | 18. Juni 2022    | Parma        | Sand  | Fernando Romboli     | Denys Moltschanow Igor Zelenay             | 6:2, 6:3         |
| 4.  | 25. Juni 2022    | Mailand      | Sand  | Fernando Romboli     | Diego Hidalgo Cristian Rodríguez           | 6:4, 2:6, [10:5] |